# Moreni
Moreni est une ville de Roumanie située dans le județ de Dâmbovița à environ 100 km au nord-ouest de Bucarest. Située dans une région pétrolifère exploitée de façon intensive dès le XIXe siècle, c'est une ville industrielle dont la population, en 2011, était de 18 687 habitants.  

## Histoire
La première preuve d'existence de la ville date de 1584. Elle est alors nommée Moarile. En 1661 on lui attribue son nom actuel, Moreni. Sur le plan administratif, cette localité est attestée en 1864, sous le titre de Commune Moreni. La transformation en ville s'effectue plus tard, par l'union de la commune de Moreni avec Stavropoleos. C'est ainsi, le 17 septembre 1947, qu'est née la ville Moreni. En 1968, la ville de Moreni inclura aussi le quartier Schela Mare. À partir du 19 juin 2003 la ville de Moreni est promue au rang de municipalité, conséquence de l'agrandissement de la ville et de l'augmentation du nombre des habitants.
En 1691, Moreni devint le premier endroit de Roumanie (et le troisième dans le monde) où du pétrole fut extrait.[réf. nécessaire]

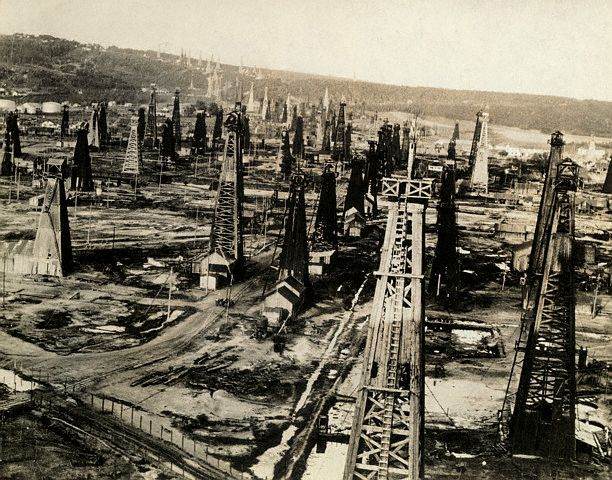
Champ de pétrole à Moreni en 1920

La zone pétrolifère Moreni-Baicoi est exploitée par la Roumanie dès le milieu du XIXe siècle, ce qui en fait le plus ancien pays à extraire le pétrole de façon industrielle.
Récemment[Quand ?], un parc industriel a été construit par les autorités locales afin d'encourager les investissements dans le secteur.

## Population
En forte expansion dans les années 1950, puis dans les années 1970-80, la population est en baisse de près de 20% depuis le début du XXIe siècle, passant de 22 868 habitants en 2002 à 18 687 en 2011.